# Distretto di Barentù
Il distretto di Barentù è  un distretto dell'Eritrea nella regione di Gasc-Barca, con capoluogo Barentù.